# Запис Гогића оброк (Дојкинци)
Запис Гогића оброк (Дојкинци) се налази на парцели чији је власник Гогић Синиша.

## Локација
| Општина             | Пирот                                                            |
| Катастарска општина | Дојкинци                                                         |
| Потес               | Петрова њива                                                     |
| Координате          | 43° 13′ 37″ С; 22° 47′ 11″ И / 43.226999999999997° С; 22.7865° И |
| Надморска висина    | 913m                                                             |

## Карактеристике
Дендрометријске вредности утврђене на терену и сателитским снимцима:
| Стабло                     | Крст |
| Висина стабла              | m    |
| Обим дебла                 | m    |
| Пречник крошње             | 0m   |
| Пречник дебла              | m    |
| Висина дебла до прве гране | m    |

## База записа
Запис је у оквиру Викимедија пројекта "Запис - Свето дрво" заведен под редним бројем 0844.